# Wolfsangel

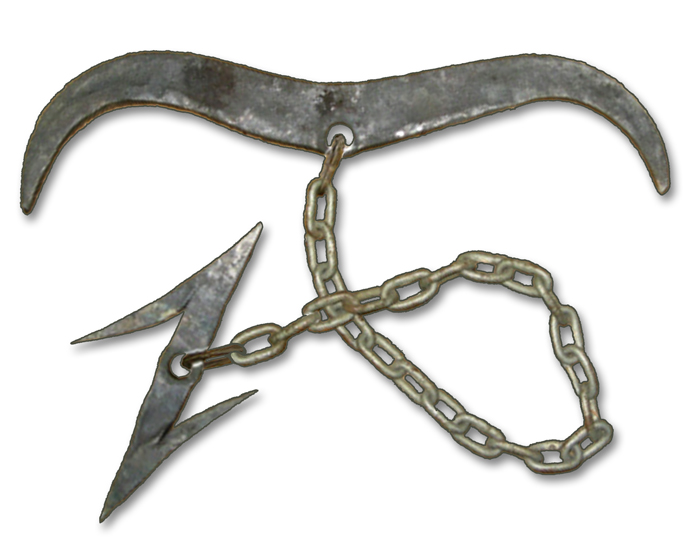
Reconstrucción de la antigua trampa para lobos conocida como Wolfsangel

El wolfsangel  es un símbolo heráldico alemán inspirado en una antigua trampa para lobos consistente en dos piezas de metal unidas por una cadena. La pieza superior de la trampa, la cual se asemeja a una luna creciente con una perforación o anillo en su interior, se solía utilizar para fijarla a las ramas de los árboles en los bosques, mientras que la pieza inferior, en la cual se solían colgar pedazos de carne, era un gancho similar a un anzuelo doble, que se pretendía fuera engullido por el lobo. El diseño simplificado, basado en el "gancho para lobos", a menudo aparecía fuertemente estilizado, hasta el punto de no asemejarse a una trampa para lobos ni siquiera a un gancho colgando de un árbol. 
Otros nombres que se solían utilizar en alemán eran wolfsanker ("ancla para lobos") o wolfsjagd, también hameçon o hameçon de loup en francés, este último consistente en una media luna con un anillo, o en inglés cramp o crampon, algunas veces también se lo llamaba Doppelhaken ("doble gancho") o crampon, con una raya transversal. Todos estos símbolos se pueden encontrar aún en un gran número de escudos de armas de municipios de Alemania. El símbolo conocido como crampon también se puede encontrar como marca masónica en trabajos de piedra medievales.
En tiempos antiguos, se creía que poseía poderes mágicos. Se convirtió en símbolo de la libertad y la independencia luego de su adopción como emblema de la Rebelión de los Campesinos en el siglo XV contra la opresión de los príncipes germánicos y sus mercenarios.

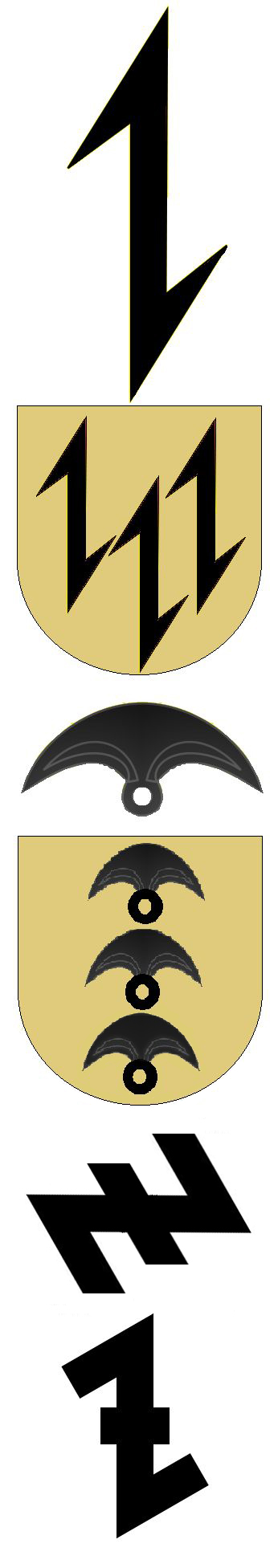
Diseños heráldicos conocidos en alemán como Wolfsangel.

El Partido Nacionalsocialista Obrero Alemán usó el wolfsangel en sus orígenes. En la Segunda Guerra Mundial, el símbolo y sus elementos fueron utilizados por varias divisiones militares nazis tales como Waffen-SS Division Das Reich y la Waffen-SS Division Landstorm Nederland. En la Alemania de preguerra, el uso del wolfsangel fue parcialmente inspirado por la inmensa popularidad en los años 1930 de la novela de Hermann Löns de 1910: Der Wehrwolf, donde el protagonista, un luchador de la resistencia durante la Guerra de los Treinta Años, adopta el símbolo mágico como amuleto personal. El propio símbolo presenta cierta semejanza con la runa eihwaz, que históricamente forma parte del alfabeto rúnico.
El batallón Azov del ejército de Ucrania tiene el wolfsangel como su emblema en su logo y su bandera.

## Heráldica
El nombre wolfsangel aparece en el manual heráldico de 1714 llamado Wappenkunst, asociado a un símbolo diferente al que actualmente conocemos con ese nombre.

1. Wolffs-Angel, frantz. hamecon, lat. uncus quo lupi capiuntur, ist die Form eines halben Mondes und hat inwendig in der Mitte einen Ring.

Traducción:

1. "Wolffs-Angel (en francés hameçon; en latín uncus quo lupi capiuntur; "gancho con el que se atrapan lobos") es la forma de una luna creciente con un anillo en su interior, a media altura".

Sin embargo, la cita anterior sobre el wolfsangel se refiere al "ancla" (véase más abajo) con el que se fija al wolfsangel, y no al wolfsangel en sí.
En alemán moderno, la terminología heráldica para Wolfsangel se usa de hecho para designar una gran variedad de símbolos heráldicos, entre los que se incluyen:
- El hameçon descrito más arriba, una medialuna con un anillo (también llamada Wolfsanker y Wolfshaken).
- El cramp o crampon, un símbolo con forma de Z o doble gancho (también llamado Mauerhaken o Doppelhaken)
- Un símbolo con forma de Ƶ o doble gancho con un anillo o una barra transversal en su centro. Sólo este símbolo es el que se conoce como wolfsangel en el contexto del neonazismo y ocultismo.

El símbolo del crampon se encuentra con frecuencia en los escudos de armas de municipios de Alemania, donde a menudo se los identifica como wolfsangel. El diseño de "crampon" con una barra transversal es más raro, pero aun así se encuentra en al menos una docena de escudos de armas municipales contemporáneos.

Escudo de armas del pueblo de Wolfisheim, en Alsacia (una región de Francia).
Un hameçon heráldico en el escudo de armas de la familia von Stein.
Un crampon heráldico en el escudo de armas del municipio de Mannheim, Baden-Württemberg
Escudo municipal de Erwitte, Rhine-Westphalia del norte
Escudo municipal de Halberstadt, Sachsen-Anhalt
Escudo municipal de Idar-Oberstein, Palatinado Renano
Escudo municipal de Marpingen, Saarland
Escudo municipal de Oestrich-Winkel, Hesse
Escudo municipal de Mommenheim, Palatinado Renano
Escudo municipal de Dassendorf, Schleswig-Holstein
Escudo municipal de Ilvesheim, Baden-Württemberg
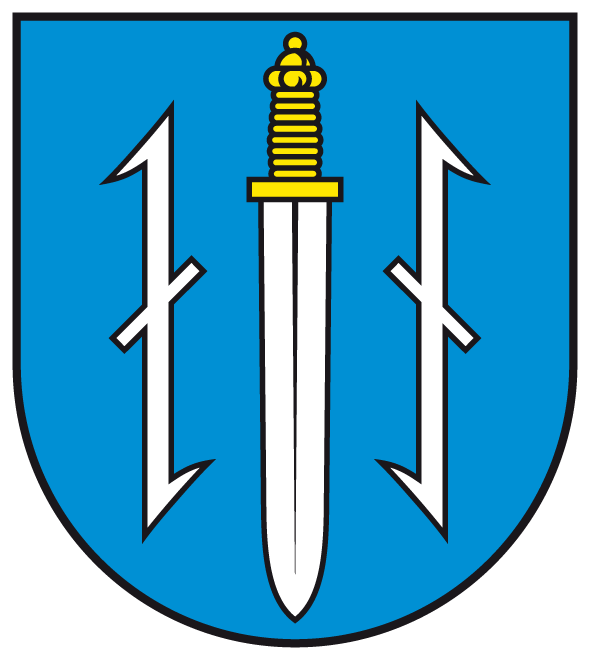
Escudo municipal de Sibbesse, Baja Sajonia
Escudo municipal de Eppelborn, Saarland
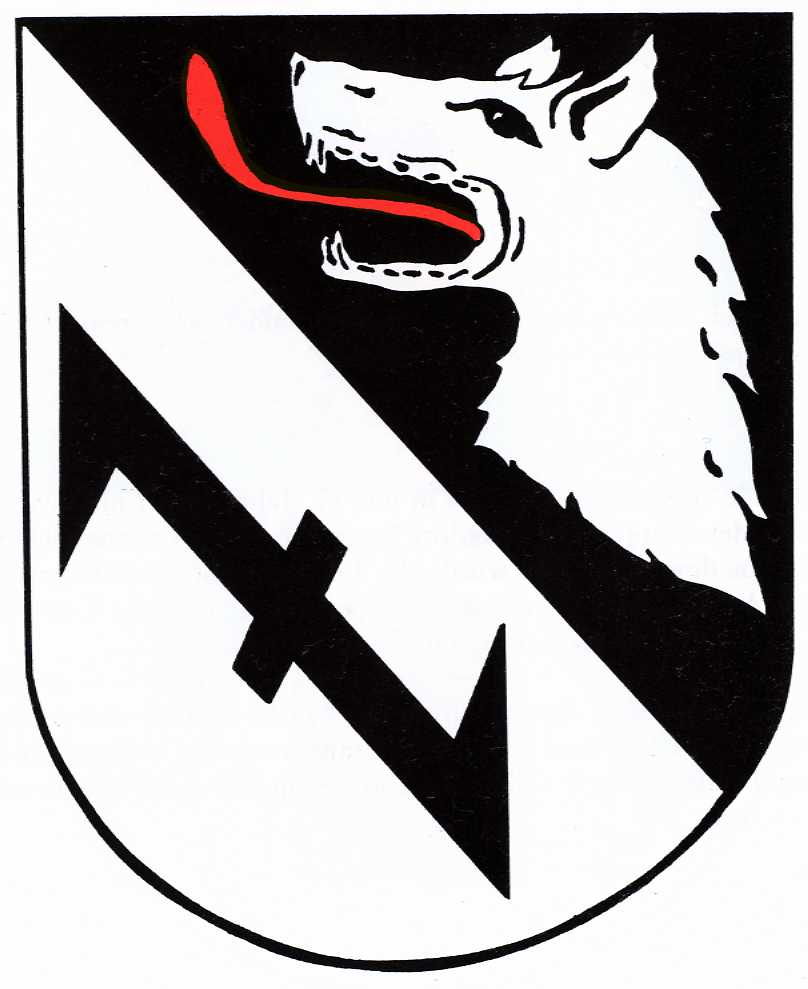
Escudo municipal de Burgwedel, Baja Sajonia
Escudo municipal de Kleinblittersdorf, Saarland
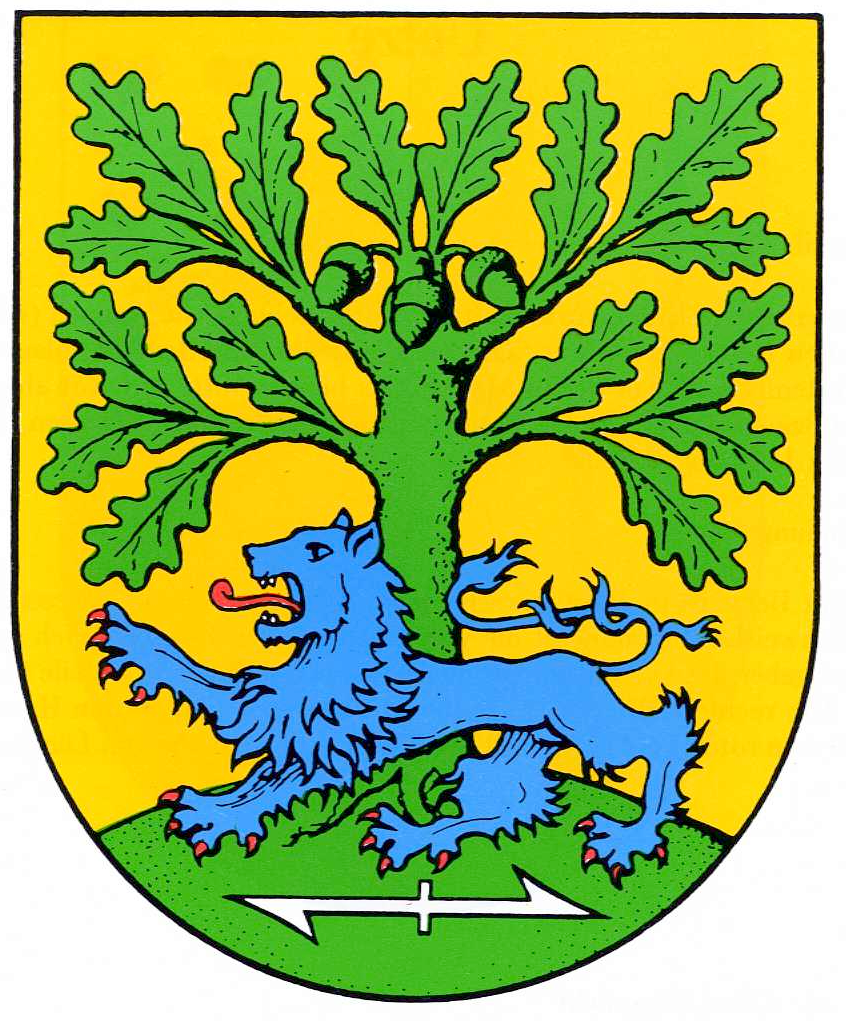
Escudo municipal de Wedemark, en Baja Sajonia

## Como marca limítrofe y símbolo forestal

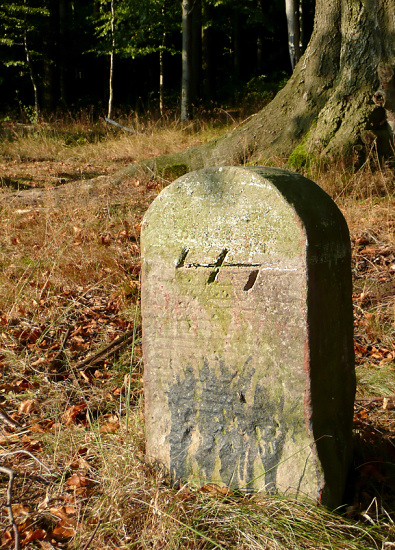
Un Wolfsangel en una antigua piedra limítrofe en Deister en la Baja Sajonia.

En un tratado fronterizo de 1616 celebrado entre Hesse y Brunswick-Lüneburg, las marcas fronterizas de Brunswick se nombraron Wulffsangel. No solo fue utilizado, también hay evidencia de su uso en la correspondencia de los servicios forestales en 1674.[cita requerida]
Más tarde, el wolfsangel también fue utilizado como símbolo en los uniformes forestales. En un documento de 1792, que trataba sobre los nuevos uniformes, el jefe forestal Adolf Friedrich von Stralenheim sugirió un diseño para los botones de los uniformes incluyendo las letras "GR" y un símbolo similar al wolfsangel, que él llamó Forstzeichen (signo forestal). Posteriormente, el wolfsangel también fue usado como única insignia de latón o bronce en las gorras y en los botones del supervisor del bosque de Hannover. En Brunswick se prescribió para los soldados forestales, también como una insignia en la gorra.
El wolfsangel aún es utilizado en varios distritos forestales en la Baja Sajonia como marca fronteriza, y es parte del emblema del estado de Baja Sajonia y de la asociación de cazadores Hirschmann, dedicada a la cría y entrenamiento de Sabuesos de Hannover.

## En la literatura
En 1910, Hermann Löns publicó un libro de ficción clásica titulado Der Wehrwolf (más tarde publicado como Harm Wulf, una crónica campesina y como The Warwolf ("El lobo de la guerra", en inglés) situado en una comunidad granjera alemana del siglo XVII durante la Guerra de los Treinta Años. El personaje principal, Harm Wulf, adopta el wolfsangel como símbolo contra las fuerzas de ocupación de los príncipes regentes.[cita requerida] Algunas impresiones del libro, tales como la edición de 1940, muestran un wolfsangel muy visible en la portada.[cita requerida] También se encuentra grabado en la lápida de Löns.[cita requerida]

## Como símbolo nazi

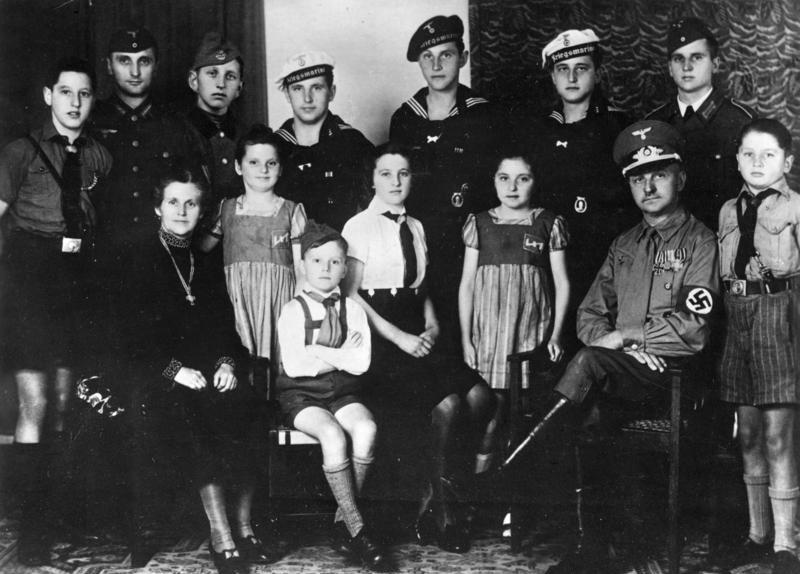
Político Nazi de Erdmannsdorf en Sajonia con su esposa y 12 niños vestidos con uniformes en 1943. Las niñas más pequeñas tienen wolfsangels en sus vestidos; un símbolo para el Deutsche Kinderschar de la NS-Frauenschaft para niños de 6 a 10 años

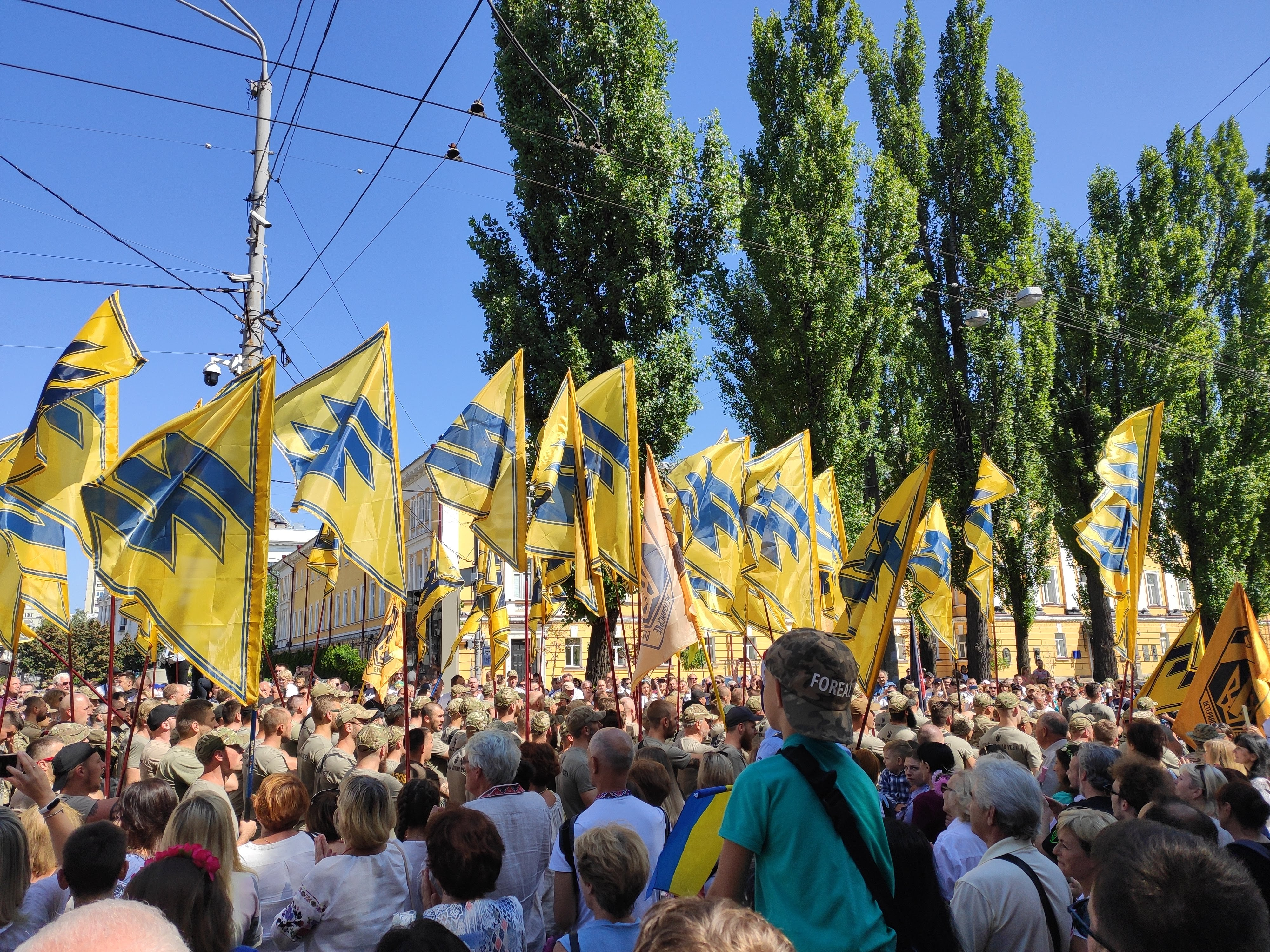
Veteranos del batallón Azov arbolando banderas con el wolfangel en Kiev en 2019.

En la Alemania nazi, usaron el wolfsangel:
- La 2. SS Panzer Division Das Reich
- La 4. SS Polizei Panzergrenadier Division
- La 34. SS-Freiwilligen-Grenadier-Division Landstorm Nederland
- La Sturmabteilung "Feldherrnhalle" Wachstandart Kampfrunen (Unidad de Asalto del Regimiento de Guardia "Salón del Señor de la Guerra")
- La organización NS-Volkswohlfahrt
- Los "Flämische Nazionalsozialistische Kraftfahr Korps (Vlaamsche NSKK)
- La "Vlaamse wacht" / Zwarte Brigade (Guardia Flamenca / Brigada Negra)
- La "Dietse Militie" (Milicia Alemana)
- El Nationaal-Socialistische Beweging (NSB), Partido Nazi Fascista Holandés
- El Werwolf, plan de resistencia contra la ocupación aliada que tuvo la intención de utilizar el símbolo.[9]

Es usado por el Batallón Azov en Ucrania.